# ノワイヨン
ノワイヨン （Noyon）は、フランス、オー＝ド＝フランス地域圏、オワーズ県のコミューン。オワーズ川がコミューン内を流れる。

## 歴史

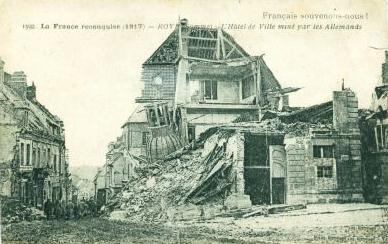
1917年に撮影されたノワイヨン

かつて一部の歴史家たちはノワイヨンの地を、ケルト語で新しい都市を意味するNoviodunumのことであるとか、ガリア人の一部族スエシオネス族が暮らすオッピドゥムであったとか主張したが、この説は長い間取り上げられていない。
ノワイヨンの古名はNoviomagusといい、ローマ時代につくられた。ベルギカのウィロマンドゥエン族の都市の一部であった。ノウィオマグスは、オワーズ川谷の恩恵を受ける小さな村だった。
531年、聖メダルドゥスがシビタスヴィロマンドゥルムのキリスト教会の司教として赴任した。メロヴィング朝時代のノワイヨン司教は、フランク王国の首都であり王の邸宅のあるソワソンに近く、恵まれていた。
百年戦争まで、ノワイヨン司教は同時にノワイヨン伯爵として、フランス王家直轄領とヴェルマンドワとの間を治める有力者だった。1108年からノワイヨンは自治都市となり、最初はノワイヨン司教が憲章を与えたが、後にフランス王が与えるようになった。1363年にノワイヨンはブルゴーニュ公国支配下に入り、カール5世の時代まで続いた。1516年、ノワイヨン条約がフランソワ1世とカール5世の間で締結され、フランソワ1世はミラノ公国を獲得する代わりにナポリ王国を放棄した。皇帝は最終的に、1544年のクレピー条約でブルゴーニュ公領をフランスへ復帰させた。ノワイヨンがフランスへ復帰するのは、1559年のカトー・カンブレジ条約によってである。
長くイル＝ド＝フランスの一部であったが、1789年にオワーズ県が新設され、イル＝ド＝フランスから切り離された。1801年、コンコルダートによってノワイヨン司教座が廃止され、ボーヴェ司教座に統合された。
第一次世界大戦と第二次世界大戦では、ドイツ軍に占領された。

## 大聖堂
ノワイヨンには大聖堂があり、1150年に着工された。1144年のサン・ドニの献堂式以降の最初に着工された初期ゴシックの大聖堂である。しかしリブを支えるのはサン・ドニのアン・デリの添柱ではなく、控え壁と一体化された石積みの付柱で、違う柱である。一方、周歩廊の外縁に並んでいる部屋はサン・ドニに用いられた添柱がみられる。この大聖堂は内陣から建設がはじめられ、続いて西へと建設が進められていった。奥行きの深い2階廊を取り入れていること、袖廊の両腕の先端が丸くなっている、3層からなる立面などの特徴があげられる。尖頭アーチの垂直と多層で構成される水平の間の、初期ゴシック的バランスを表現している。また、付加的な第4番目の層のトリフォリウムという低い壁の間の通り路の導入により、生き生きとした様を呈することになった。後の1236年に着工のヘッセン州のラーン川の沿岸のマールブルクにあるザンクト・エリザベート教会堂には、ノワイヨンによって鼓舞されたゴシック表現がなされている。

## 出身者
- ジャン・カルヴァン

## 姉妹都市
- メトジンゲン、ドイツ
- ヘクシャム、イギリス